# Circulation: Cardiovascular Interventions
Circulation: Cardiovascular Interventions (skrót: Circ Cardiovasc Interv.) – amerykańskie naukowe czasopismo kardiologiczne o zasięgu międzynarodowym, wydawane od 2008. Specjalizuje się w publikowaniu prac dotyczących kardiologii interwencyjnej. Oficjalny organ American Heart Association. Miesięcznik. Ukazuje się tylko w wersji online.
Czasopismo jest częścią rodziny tytułów naukowych wydawanych przez American Heart Association/American Stroke Association (AHA/ASA). Pokrewne czasopisma wydawane przez AHA/ASA to: „Arteriosclerosis, Thrombosis, and Vascular Biology”, „Circulation”, „Circulation Research”, „Stroke”, „Journal of the American Heart Association” (JAHA), „Circulation: Cardiovascular Imaging”, „Circulation: Cardiovascular Genetics”, „Circulation: Heart Failure”, „Circulation: Arrhythmia and Electrophysiology”, „Circulation: Cardiovascular Quality and Outcomes” oraz „Hypertension”. Kwestie wydawniczo-techniczne tytułu leżą w gestii medycznej marki wydawniczej Lippincott Williams & Wilkins, która należy do koncernu Wolters Kluwer.
Czasopismo publikuje prace oryginalne, recenzje, materiały edukacyjne dla klinicystów, kontrowersje, prace ilustracyjne i opisy przypadków. Tematyka publikacji dotyczy farmakologicznych, diagnostycznych i patofizjologicznych aspektów kardiologii interwencyjnej, w tym technik interwencyjnych związanych z chorobą wieńcową, strukturalnymi chorobami serca i chorobami naczyniowymi.
Redaktorem naczelnym (ang. editor-in-chief) czasopisma jest od lipca 2018 roku Sunil V. Rao – profesor medycyny związany z Duke University.
Pismo ma współczynnik wpływu impact factor (IF) wynoszący 6,504 (2017) oraz wskaźnik Hirscha równy 74 (2017). W międzynarodowym rankingu SCImago Journal Rank (SJR) mierzącym wpływ, znaczenie i prestiż poszczególnych czasopism naukowych „Circulation: Cardiovascular Interventions” zostało w 2017 sklasyfikowane na 13. miejscu wśród czasopism z dziedziny kardiologii i medycyny sercowo-naczyniowej. W polskich wykazach czasopism punktowanych przez Ministerstwo Nauki i Szkolnictwa Wyższego publikacja w tym czasopiśmie otrzymywała w latach 2013–2016 po 40 lub 45 punktów.